# Maison Lemarié
Pour les articles homonymes, voir Lemarié (homonymie).
Lemarié est une entreprise française spécialisée dans l’art de la plumasserie, la confection de fleurs en tissu et la couture. Créée en 1880 par la modiste Palmyre Coyette (épouse Lemarié), la Maison Lemarié est fournisseur de créations en plumes pour les plus grands noms de la haute couture et du prêt-à-porter de luxe, tels que Balenciaga, Chanel, Dior, Givenchy, Valentino, Yves Saint Laurent… Mais l’activité de Lemarié ne se résume pas qu’aux plumes : les artisans de cette maison fabriquent à la main des fleurs qu’ils fournissent aux grands noms de la couture. Enfin, il existe également un atelier de couture au sein de cette entreprise.

## Plumasserie
Lemarié utilise la plume d’oiseau pour des créations de mode, en ornant des vêtements mais aussi des accessoires (sacs, chapeaux…). La plumasserie fait partie des « Métiers d’art » (brodeurs, chapeliers, modistes, gantiers, bottiers…) qui travaillent pour la haute couture et du prêt-à-porter de luxe. En plus des plumes faites pour orner les vêtements et accessoires, Lemarié fait des décors en plumes pour les vitrines de certaines boutiques de luxe. 
Jusqu’au milieu du XXe siècle, plusieurs maisons de plumasserie existent en France. À l’époque, porter un chapeau est tout à fait habituel, voire indispensable, aussi bien pour les femmes que pour les hommes. Ces accessoires sont alors ornés de plumes ou de fleurs artificielles. Dans la seconde moitié du XXe siècle, le chapeau perd peu à peu son importance. Il devient alors un accessoire de mode assez peu présent dans la vie quotidienne, seuls de rares élégants continuent d’en porter aujourd’hui. La disparition progressive du port du chapeau, mais aussi la fermeture de plusieurs ateliers de haute couture (Balenciaga, Yves Saint Laurent…) sont un véritable coup dur pour de nombreux plumassiers, qui mettent la clé sous la porte. La protection animale (comme la Convention sur le commerce international des espèces de faune et de flore sauvages menacées d'extinction, dite Convention de Washington) joue aussi un rôle important dans le déclin de ce métier, n'autorisant pratiquement que des plumes émanant de l'industrie agroalimentaire. En 1900, il existe 300 plumassiers à Paris. En 1960, il n'en existe plus que 50 en activité. Dans les années 2000, il ne reste que Lemarié et quelques autres maisons spécialisées dans l’art de la plumasserie (Maison Février, Marcy).  
André Lemarié fait la connaissance de Coco Chanel dans les années 1960 et fabrique pour elle « ses emblématiques camélias » dans différentes matières. En 1996, l'entreprise Chanel rachète Lemarié, pour conserver ce savoir-faire artisanal en voie de disparition. Par ce rachat, Lemarié fait donc partie de l’entreprise Paraffection (filiale de la Maison Chanel), rassemblé dans le bâtiment « 19M » depuis 2021. En 2013, Lemarié intègre le plisseur Lognon (fondé par Émilie Lognon dans la seconde moitié du XIXe siècle) puis dix ans plus tard, l'Atelier Dynale spécialiste de l'impression sur soie. Ainsi, les couturières travaillant chez Lemarié n'assemblent pas les pièces de tissu pour monter le vêtement, mais réalisent par exemple des volants ou des plissés, qui sont ensuite fournis aux studios des maisons de couture.
Chaque année, Chanel organise un défilé « Métiers d’art », où la créativité, la technicité et l’expertise de chaque membre du groupe Paraffection sont mises à l’honneur. Cependant, Lemarié ne travaille pas exclusivement pour Chanel, : par exemple, Dior et Valentino font partie des clients du plumassier. Une trentaine d'années après ce rachat, l'entreprise compte une centaine d'employés et se voit dirigée par Christelle Kocher.

## Fleurs
Les fleuristes de la Maison Lemarié fabriquent à la main des fleurs en tissu, fourrure, tweed ou encore plastique pour les maisons de haute couture et du prêt-à-porter de luxe. Ces fleurs sont ensuite appliquées, cousues ou collées sur les vêtements et accessoires. La forme du pétale voulu est découpée avec un emporte-pièce dans un tissu (ou tout autre matériau). Ensuite, chaque pétale est assemblé à la main, un à un, afin d’obtenir une fleur. Lemarié réalise ainsi encore pour Chanel de nombreux camélias.    